# Morolaba
Morolaba là một tổng thuộc  tỉnh Kénédougou ở tây nam Burkina Faso. Thủ phủ là thị xã Morolaba. Dân số năm 2006 là 20.274 người.

## Các thị xã và làng xã
Domberla, Kaifona, Kalarla, Katana, Nangorla, N'gorguerla, Niamberla, Siguinasso, Sindorla, Temetemesso, Tina, Zanfagora, Zanfara và Zankina.